# One Maritime Plaza
One Maritime Plaza är en skyskrapa som ligger på 300 Clay Street i stadsdelen Financial District i San Francisco, Kalifornien i USA. Byggnaden uppfördes 1964 med syftet att hyra ut kontorsyta till företag. Skyskrapan ägs av den globala investmentbanken Morgan Stanley sedan 2007 när de köpte byggnaden från riskkapitalbolaget The Blackstone Group.
Nuvarande hyresgäster i skyskrapan är bland annat
- Colchis Capital Management, L.P.
- Cowen Inc.
- CVC Capital Partners
- Farallon Capital Management, L.L.C.
- FFL Partners, LLC
- GCA Altium
- Gryphon Investors
- Hall Capital Partners LLC
- Hellman & Friedman LLC
- Morgan Stanley
- Viking Global Investors LP
- Watershed Asset Management LLC